# ابریشم (فیلم ۲۰۰۷)
ابریشم (انگلیسی: Silk) فیلمی اقتباسی از رمانی به همین نام اثر نویسنده ایتالیایی الساندرو باریکو است. این فیلم در سبک درام و به کارگردانی فرانسوا جرارد، کارگردان فیلم ویولن قرمز بوده که در سال ۲۰۰۷ میلادی منتشر شد.

## بازیگران
- مایکل پیت
- کیرا نایتلی
- آلفرد مولینا
- کوجی یاکوشو
- میکی ناکاتانی
- کلوم کیت رنی
- جون کونیمورا
- کنت والش
- نائوکو واتانابه
- مارتا برنز
- تونی برتورلی
- فرانچسکو کارنلوتی
- تونی ووگل